# Niech sczezną artyści
Niech sczezną artyści – spektakl teatru Cricot 2 w reżyserii Tadeusza Kantora. Światowa premiera miała miejsce 2 czerwca 1985 roku w Norymberdze. 
Przedstawienie powstało w ramach współpracy teatru Cricot 2 z norymberskim Institut Für Moderne Kunst oraz Centro Di Ricerca Per Il Teatro z Mediolanu. Polska premiera spektaklu odbyła się w styczniu 1986 w klubie „Stodoła”. W 1985 powstał film dokumentalny, który przedstawiał proces tworzenia spektaklu. 
Spektakl był pozbawiony fabuły w klasycznym rozumieniu. Na przedstawienie składał się ciąg obrazów oraz wizji z pogranicza plastyki czy muzyki. Wspomnienia przeszłości oraz dzieciństwa mieszały się w sztuce Kantora z wydarzeniami historycznymi. 
Ostatni raz sztukę wystawiono w Tokio w marcu 1990, niedługo przed śmiercią Kantora. 

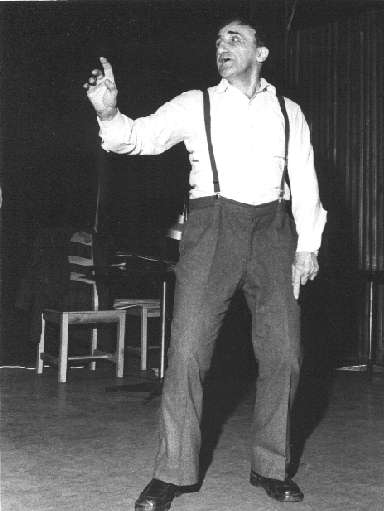
Kantor podczas próby do spektaklu (1985), fot. Leszek Dziedzic

## Obsada
- Ja. Postać realna, główny sprawca wszystkiego: Tadeusz Kantor
- Ja-umierający. Postać sceniczna: Lesław Janicki
- Autor postaci scenicznej – umierającego, opisujący w nim siebie samego i swoją własną śmierć: Wacław Janicki
- Ja – gdy miałem 6 lat: Michał Gorczyca
- Wiadomo, kto: Maria Kantor
- Mama: Maria Krasicka
- Asklepios, lekarz, Grek: Mira Rychlicka
- Właściciel składu przycmentarnego: Zbigniew Bednarczyk
- Strażnik więzienny: Stanisław Rychlicki
- Dwaj oprawcy: Jean-Marie Barotte/Wojciech Węgrzyn
- Sutener-karciarz: Lech Stangret
- Wisielec: Roman Siwulak
- Pomywaczka: Zbigniew Bednarczyk
- Brudas: Jan Książek
- Dziwka z kabaretu – anioł śmierci: Teresa Wełmińska
- Świętoszka: Ewa Janicka
- Mistrz Wit Stwosz: Andrzej Wełmiński
- Osobnik świętej pamięci: Bogdan Renczyński
- Generał I: Giovanni Storti
- Generał II: Marzia Loriga
- Generał III: Eros Doni
- Generał IV: Loriano Rocca della
- Generał V: Luigi Arpini
- Generał VI: Jean-Marie Barotte
- Generał VII: Andrzej Kowalczyk
- Generał VIII: Wojciech Węgrzyn[1]